# Inmunosupresor
Un inmunosupresor es una sustancia química que produce la inmunosupresión del sistema inmunitario. Puede ser exógeno como los fármacos inmunosupresores o endógeno como el cortisol.

## Usos clínicos
Clínicamente se utilizan para:
- prevenir el rechazo de un órgano trasplantado;
- tratamiento de una enfermedad autoinmunitaria o enfermedades que puedan ser de origen autoinmunitario, como vasculitis, artritis reumatoide, colitis ulcerosa, psoriasis o lupus eritematoso sistémico.

Estos medicamentos no están exentos de efectos secundarios y riesgos. Debido a que la mayoría de ellos no actúan de modo selectivo, el sistema inmunitario pierde la capacidad de resistir a infecciones y a la expansión de células cancerosas. Se pueden producir efectos secundarios como hipertensión, hiperglucemia, daños al hígado o al riñón, etc. Por otro lado, los inmunosupresores interactúan con otros medicamentos y pueden afectar a su comportamiento.
De forma general, dado que la respuesta inmunitaria se produce debido a la presencia de una molécula extraña, que normalmente es presentada en la superficie de una célula presentadora de antígenos, y consiste en la activación de los diferentes componentes del sistema inmunitario, para bloquear dicha respuesta se puede actuar a dos niveles:
1. sobre la célula presentadora del antígeno, para evitar que realice su función;
2. sobre las células responsables de la acción de ataque: los linfocitos, impidiendo su activación o proliferación; la mayor parte de los inmunosupresores actúan a este nivel.

## Clasificación

Estructura del CDP323

Los inmunosupresores se dividen en 2 grandes familias:

### A.- Medicamentos "clásicos"
Inhiben la activación o la proliferación de los linfocitos, o bien los eliminan (producen "aplasia").

#### Agentescitostáticos
- Azatioprina (AZA): es un antimetabolito: bloquea la síntesis de ácidos nucleicos de las células en proliferación. Efectos secundarios: supresión de la función de la médula ósea, náuseas, vómitos, diarreas.
- Inhibidores de la síntesis de nucleósidos: son los relacionados con el ácido micofenólico. Inhibe selectiva y reversiblemente la síntesis "de novo" de guanosina, indispensable para la proliferación de los linfocitos T y B. Efectos secundarios: leucopenia, vómitos. Existen dos principios activos comercializados, el micofenolato mofetilo o MMF,[2] profármaco que es metabolizado a ácido micofenólico en el hígado, comercializado como CellCept®; y el ácido micofenólico comercializado como Ceptava® o el ácido micofenólico de recubrimiento entérico, comercializado como Myfortic®.
- Ciclofosfamida: produce aplasia.
- Metotrexato (MTX): altera la forma en la que el organismo utiliza el ácido fólico, necesario para el crecimiento celular.

#### Glucocorticoides
- Prednisona. Es una prodroga que es convertida por el hígado en prednisolona, la cual es la forma esteroide activa, dentro del grupo de los glucocorticoides, como el cortisol.

- Efectos principales de los glucocorticoides:

- Disminuyen la producción de IL-1, TNF-α, IL-3, IL-4 (citoquinas inflamatorias y estimulantes de la respuesta inmune), al bloquear la activación de ciertos factores de transcripción (NFκβ y AP-1).
- Disminuyen indirectamente la activación de la fosfolipasa A2: disminuye la producción de prostaglandinas y leucotrienos.
- Disminuyen la producción de moléculas de adhesión: reducen la salida de glóbulos blancos de los vasos sanguíneos.
- Inducen la apoptosis de los linfocitos.
- Por todo ello, los glucocorticoides tienen una acción inmunosupresora muy eficaz.
- Efectos secundarios:

- Se producen después de un tratamiento a largo plazo.
- Reducen la función de las glándulas suprarrenales.
- Diabetes.
- Osteoporosis.
- Pérdida de masa muscular.
- Redistribución de las grasas corporales.

#### Medicamentos que actúan sobre lasinmunofilinas
- Inhibidores de la enzima calcineurina.[3] La calcineurina es una enzima dependiente del calcio y una proteína fosfatasa estimulada por la calmodulina. Es responsable de la activación de la transcripción de la interleucina-2 (IL-2), proteína a su vez responsable de la estimulación del crecimiento y diferenciación de los linfocitos T:

- Ciclosporina (CsA). La ciclosporina fue diseñada para unirse a la proteína citosólica ciclofilina (una inmunofilina) de linfocitos inmunocompetentes, especialmente linfocitos T. Este complejo de ciclosporina y ciclofilina inhibe la calcineurina. Efectos secundarios: toxicidad renal (que puede generar insuficiencia renal), hipertensión arterial, hirsutismo, hiperplasia gingival, epilepsia, cefaleas, parestesias. En sobredosis, puede generar estado comatoso y edema cerebral.
- Tacrolimus (FK506). El Tacrolimus es químicamente un macrolido. Este reduce la actividad de la peptidil-prolil isomerasa por medio de la unión a inmunofilina FKBP12 (del inglés FK506-binding protein 12) creando un nuevo complejo. Este complejo FKBP12-FK506 interactúa e inhibe la calcineurina. Efectos secundarios: toxicidad renal (que puede generar insuficiencia renal), hipertensión arterial, neurotoxicidad (temblores, cefaleas, problemas visuales y perceptivos, ansiedad, descoordinación), hiperkalemia, niveles bajos de magnesio en sangre, diarrea/estreñimiento, dolores abdominales, agujetas, leucopenia.

- Inhibidores mTOR.

- Sirolimus o rapamicina.  A diferencia de su similar, el tacrolimus, el sirolimus no es un inhibidor de  calcineurina. Sin embargo, tiene un efecto inmunosupresor similar sobre el sistema inmunitario. La rapamicina inhibe la respuesta a la Interleucina-2 (IL-2), bloqueando de esa forma la activación de los Linfocitos T y B. El tacrolimus además inhibe la producción de IL-2. Como el tacrolimus, el mecanismo de acción de la rapamicina es mediante la unión a las proteínas citosólicas  FKBP12. Sin embargo, el complejo rapamicina/FKBP12 inhibe la vía del mTOR (del inglés mammalian target of rapamycin) por la unión al complejo mTOR (mTORC1). mTOR es una proteína quinasa serina/treonina que regula el crecimiento, la proliferación, la motilidad y la supervivencia celulares, además de la síntesis de proteínas y la transcripción.
- Everolimus, medicamento muy similar al anterior.

### B.- Anticuerpos

#### Anticuerpos policlonales
La timoglobulina es un anticuerpo policlonal que contiene anticuerpos citotóxicos dirigidos contra una amplia variedad de antígenos, presentes en los linfocitos T, linfocitos B, células NK, monocitos, granulocitos, células plasmáticas y células endoteliales. Es un extracto de inmunoglobulinas purificado y pasteurizado que se obtiene tras inmunización de conejos con timocitos humanos.

#### Anticuerpos monoclonales
Cada anticuerpo monoclonal es específico de un antígeno concreto. Los anticuerpos que se han obtenido completamente en ratones se denominan con el sufijo "-momab" (Muromomab, OKT3), si son quiméricos ratón-humano con el sufijo "-ximab", si son humanizados, con el sufijo "-zumab", si son humanos "-mumab"  y si son proteínas de fusión "-cept" (como Etanercept, SR-TNF-FCIg).
- Anti-receptor de los linfocitos: por ejemplo, anti-CD20, Rituximab; anti-IL-2R, Daclizumab.
- Anti-citoquinas: como anti-TNF, Remicade.
- Anti-receptores de citoquinas: anti-SR-TNF, Enbrel.
- Antiquimioquinas.
- Otros.

Según su mecanismo de acción, los anticuerpos monoclonales pueden ser:
- Inmunomoduladores: la célula diana está inhibida de forma temporal.
- Inmunodepresores: por ejemplo, Rituximab produce una eliminación de los linfocitos B. Esto implica que para volver a recuperar la población de linfocitos tras el tratamiento hace falta esperar al menos un año (por tanto, susceptibilidad a las infecciones).
- Bloqueantes: que actúan sobre los linfocitos T reguladores.

En la actualidad, en el trasplante de órganos se utilizan sobre todo terapias combinadas, normalmente inmunosupresión triple: por ejemplo, esteroides, tacrolimus y anticuerpos. Ello permite actuar a tres niveles diferentes y reducir la dosis de cada uno de ellos, al producirse un efecto sinérgico.